# Wilhelm von Kerssenbrock
Ernst Wilhelm Friedrich von Kerssenbrock (* 16. Mai 1771 in Mönchshof; † 14. Mai 1827 in Kupferberg) war ein deutscher Kommunalpolitiker. Er war von 1816 bis zu seinem Tod Landrat des preußischen Mansfelder Seekreises. 
Seine Eltern waren Friedrich August von Kerssenbrock (* 1738; † 1813) und Dorothea Elisabeth Albertine von Hodenberg (* 1748; † 1813). Der Vater war mehrfacher Gutsbesitzer, lipp. Drost und Landrat sowie Domküster zu Minden. Der Großvater väterlicherseits Gottlieb Friedrich Achaz von Kerssenbrock war Kammerherr und Gutsherr. Der Urgroßvater Bernhard Simon von Kerssenbrock (* 1639; † 1714) wurde zuletzt Drost und hess. Generalleutnant.
Kerssenbrock selbst war zweimal verheiratet. Aus der ersten Ehe mit Elisabeth von Wedel ging die Tochter Albertine (1797–1867) hervor, die Anton von Krosigk heiratete. Sein Sohn Bernhard von Kerssenbrock, aus der zweiten Ehe mit Luise von Bülow, folgte ihm im Landratsamt.